# Вальцювання

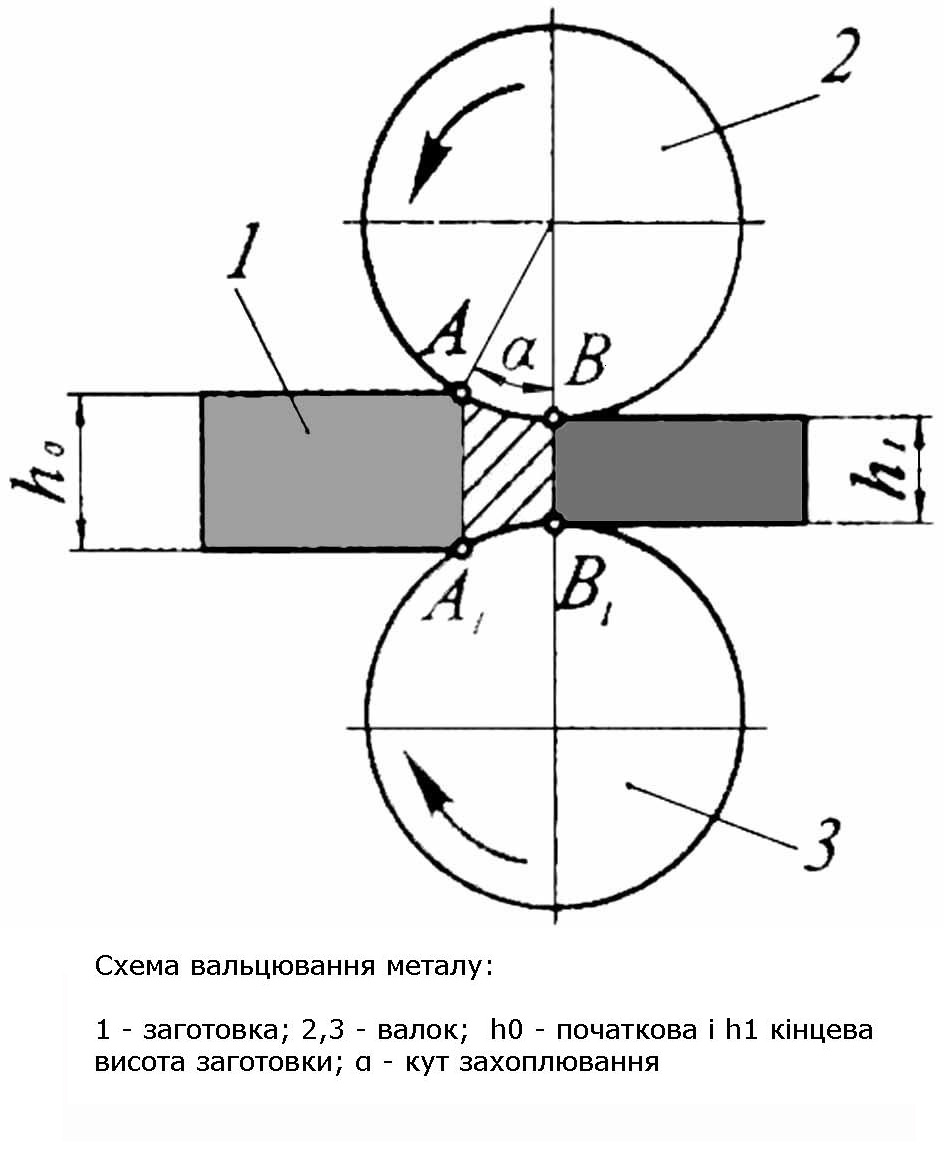

Вальцюва́ння, або прока́тка, — такий вид обробки металів тиском, коли заготовка силами тертя втягується у проміжок між: обертальними валками, які її пластично деформують, зменшуючи площу поперечного перерізу і збільшуючи довжину. Вальцювання належить до найпродуктивніших видів обробки завдяки безперервності процесу і великій швидкості руху заготовки між валками. Цим способом обробляють приблизно 90 % витопленої на металургійних заводах сталі та понад половину кольорових металів і їх стопів.

## Види вальцювання
За схемою оброблення розрізняють три основні види вальцювання: поздовжнє (для сортових і фасонних профілів), поперечне і поперечно-гвинтове (для тіл обертання).
Поздовжнє вальцювання є одним з найпоширеніших видів вальцювання, під час якого заготовка у нагрітому або холодному стані деформується між двома валками, що обертаються в різних напрямках, і рухається перпендикулярно до осей валків. Силою тертя, що виникає між металом і валками, притиснутий до валків метал захоплюється і протягується між ними, при цьому метал деформується валками на невеликій ділянці — зоні деформування, яка перебуває між площинами АА1 і ВВ1, валками та бічними гранями заготовки (штаби). Центральний кут α, що відповідає дузі контакту АВ валка зі заготовкою, називається кутом захоплювання. Фронт заштрихованої на рисунку зони деформування поступово переміщається вздовж заготовки справа наліво, внаслідок чого зменшується її висота від h0 до h1 збільшується довжина від l0 до l1 і дещо зростає ширина від b0 до b1. Оскільки об'єм металу до і після вальцювання не змінюється, то: b0• h0• l0 = b1 • h1• l1.
При поперечному вальцюванні валки обертаються в одному напрямку й осі їх паралельні, а заготовка деформується ними при обертанні навколо своєї осі. Методом поперечного вальцювання отримують, наприклад, зубчасті колеса і зірочки ланцюгових передач на спеціальних верстатах з зубчастими валками.
Поперечно-гвинтове вальцювання широко застосовується при виробництві безшовних труб із суцільної заготовки. Валки обертаються в одному напрямку, а осі їх розташовані під деяким кутом, тому заготовка при обробці не лише обертається, але також і переміщається уздовж своєї осі. Для отримання правильної форми й гладкої поверхні отвору труби (гільзи) в зоні утворення отвору встановлюється оправка. Метод поперечно-гвинтового вальцювання застосовують також при виробництві куль, осей та інших виробів з використанням спеціально каліброваних валків.
За ступенем нагрівання заготовки вальцювання буває холодним, теплим і гарячим.
Холодне вальцювання — обробка тиском (прокатка) металів і металевих сплавів у холодному стані (при температурі нижчій за температуру рекристалізації і відпочинку). Цим методом виготовляють листи і стрічки, тонкостінні труби, профілі невеликого перерізу, надають термомагнітним сплавам необхідних магнітних властивостей. Для холодного вальцювання використовують безперервні або одноклітьові реверсивні і нереверсивні прокатні стани, трубопрокатні агрегати, спеціальні стани. Після вальцювання вироби піддають рекристалізувальному відпалу, іноді на них наносять покриття з олова, цинку, лакові покриття тощо.
Тепле вальцювання — обробка тиском нагрітих металевих сплавів (переважно сталей). Відбувається при температурі, нижчій за температуру рекристалізації (для сталі — при температурі 200…600 °С). Теплою прокаткою одержують переважно труби з неіржавної сталі на трубопрокатних агрегатах холодного вальцювання. Тепле вальцювання сприяє інтенсивнішому пластичному деформуванню, ніж холодне.
Гаряче вальцювання — обробка тиском нагрітих металів і металевих сплавів. Відбувається при початкових температурах: для сталі 1000…1300 °С, міді 750…800 °С, латуні 600…800 °С, алюмінію і його сплавів 350…400 °С, титану та його сплавів 900…1100 °С. Гарячою обробкою на обтискних станах і заготовочних станах одержують заготовки (круглого, квадратного, плоского та змінного перерізу) для наступного кування, штампування, а також обробки різанням. Крім того, таким способом виготовляють сортовий прокат і прокат спеціального профілю (між валками із заглибинами), листи (між гладенькими циліндричними валками), труби тощо.

## Використання
Вальцювання — заключний етап повного металургійного циклу. Здатність до пластичної деформації у різних металів і сплавів неоднакова, вона залежить від хімічного складу, структури, температури, величини й напряму дієвих сил. Для пластичної деформації необхідно, щоб навантаження, які прикладені до металу перевищували його границю текучості, але не досягали границі міцності. Якщо опір матеріалу руйнуванню вищий за границю його текучості на достатньо значну величину, то під дією навантаження він здатний деформуватися. Метали, у яких границя текучості близька до гарниці міцності (напр., чавун), не мають пластичності та не піддаються обробці тиском.
У листовальцювальному виробництві нагріті виливки спочатку прокочують на обтискних станах — слябінгах, які крім двох горизонтальних валків можуть мати й два вертикальних валки для обтискування бокових поверхонь металу, що вальцюється. Робоча поверхня валків — гладка. Товщина прокату визначається прорізом між валками. Обтиснутий на слябінгу виливок перетворюється у плоский брусок прямокутного перетину — сляб. Така форма є найзручнішою для подальшого вальцювання у лист (жерсть, автолист, броньова, трансформаторна сталь і ін.).
В сортовальцювальному виробництві обтискні стани — блюмінги. На блюмінгу виливок обтискується в брус з квадратним перетином — блюм, що призначений для подальшої переробки на фігурний прокат. Для придання блюму необхідного профілю у поверхнях валків, що стикаються робляться вирізи відповідної форми.
Продукція прокатного виробництва може являти собою закінчені вироби (наприклад, рейки), вироби, що потребують подальшої обробки (напр., балки, труби) і матеріали (листи, прутки). Мета вальцювання — надання обробленому металу такої форми і товщини, які надалі дозволять використати метал з найбільшим ефектом. При вальцюванні змінюється внутрішня будова і поліпшуються механічні властивості металу.